# Federación de Asociaciones Mexicanas de Informática
La Federación de Asociaciones Mexicanas de Informática, AC (FAMI) es una asociación civil mexicana formada para potenciar, apoyar y facilitar la coordinación entre las asociaciones relacionadas con la Informática, computación, y áreas afines. Fue creada en 1996, con sede en la Ciudad de México.

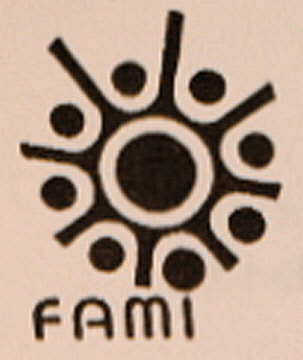
Logotipo de la FAMI

## Historia
En México existen diversas organizaciones de la sociedad civil relacionadas con el ámbito informático. El 11 de abril de 1996 se integró el Comité Coordinador de Asociaciones en Informática, considerando que sería de utilidad tratar de mejorar la coordinación e intercambio de información entre este tipo de agrupaciones, con objeto de facilitar la cooperación y la búsqueda de consensos con miras a apoyar al desarrollo del país a través de esta disciplina y presentar un frente común en los aspectos de interés de los miembros.
Firmaron la carta de intención correspondiente los presidentes de las asociaciones siguientes:
- Asociación de Informática para la Ingeniería (AMII)
- Academia Mexicana de Informática (AMIAC)
- Asociación Mexicana de Telemática (AMT)
- Asociación Mexicana de Ejecutivos en Informática (AMEI)
- Asociación Mexicana de Informática Médica (AMIM)
- Comité Permanente de Peritos en Informática y Computación del CIME
- Asociación Nacional de la Industria de Programas para Computadora
- Asociación Mexicana de Auditores en Informática
- Asociación Nacional de Profesionales en Informática
- Asociación de Alta Dirección en Informática
- Asociación Nacional de Instituciones de Educación en Informática
- Asociación Mexicana de Sistemas de Información Geográfica
- Asociación Mexicana de Ingenieros Mecánicos Electricistas
- Instituto Nacional de Geografía, Estadística e Informática
- Firmó además el Ing. Enzo Molino Ravetto, promotor de la reunión y expresidente de la AMIAC

En la asamblea de este Comité Coordinador celebrada el 11 de junio de 1996, se acordó que era conveniente dar mayor formalidad al grupo y que debería formarse una Asociación Civil denominada FAMI. Esa reunión, como asamblea constitutiva designó la primera mesa directiva de la FAMI, para el periodo 1996-1998, misma que quedó integrada del modo siguiente:
- Presidente: Enzo Molino Ravetto
- Vicepresidente (y presidente del siguiente periodo): Jorge Hernández Aguilar
- Secretario: Yolanda Campos Campos
- Tesorero: Guillermo Mallen Fullerton.
- Coordinador administrativo: Antonio Ayestaran

La protocolización se realizó ante notario el 29 de agosto de 1996.

## Propósitos y estrategias

### Objetivos
La FAMI se creó para la unidad y el mejoramiento de la informática en México y para la proyección y defensa de las asociaciones que la forman. Entre los objetivos específicos cabe destacar: 
a.	Representar los intereses comunes de las asociaciones miembro, tanto a nivel nacional como internacional, sin limitar la autonomía de estas.
b.	Integrar grupos e intereses de todas las vertientes y áreas de especialidad de la informática y de las diferentes regiones del país.
c.	Ser un órgano independiente de consulta y diálogo sobre informática ante los diversos sectores que conforman la sociedad mexicana.
d.	Ser un foro de comunicación e intercambio de ideas, experiencias e información que permita mejorar la interacción de las diferentes asociaciones y grupos con interés en la informática.
e.	Proponer, recomendar, difundir y promover lineamientos, proyectos y acciones, tendientes a mejorar el aprovechamiento y desarrollo de la informática, ante las instancias correspondientes.
f.	Definir, emitir y promover normas y lineamientos para la formación y capacitación de los informáticos, asesorar en el diseño de los planes de estudio correspondientes y en general, velar porque se imparta educación adecuada en el campo de la informática.
g.	Apoyar la profesionalización de la informática, incluyendo la emisión de recomendaciones, lineamientos y criterios de evaluación y certificación. 
h.	Impulsar la informática en todos sus aspectos, incluyendo la investigación, la docencia y el ejercicio profesional.
i.	Fomentar la cultura informática para apoyar el desarrollo del país.

### Estrategias
Para sus actividades, la FAMI considera las estrategias siguientes:
a.	Operar a través de esquemas que faciliten y promuevan la colaboración y la suma de esfuerzos.

b.	Ser un medio de concertación en relación con los objetivos especificados.
c.	Mantener independencia de ideologías políticas, credos, religiones, intereses económicos particulares, así como de otras instituciones o empresas.

## Actividades realizadas
- Co-organizador con la Comisión Federal de Telecomunicaciones y la Sociedad Internet de México, de la reunión con proveedores de servicio Internet, celebrada el 27 de enero de 1997

- Presentación de opinión, a solicitud de la Secretaría de Relaciones Exteriores, sobre la propuesta francesa a la OECD para reglamentar Internet

- Co organizador con la Sociedad Internet de México de la primera reunión sobre seguridad en redes de cómputo, celebrada los días 24 y 25 de abril de 1997

- Instalación de un servidor WEB para difundir información sobre la propia FAMI

- Participación los días 21 y 22 de septiembre de 1996 en el foro de consulta sobre el futuro de Internet en México, organizado por CONACYT y la Comisión Federal de Telecomunicaciones

- Participación en el Comité de normalización de EDI

- Participación en la organización del foro “Gobierno Digital” (1998)

- Colaboración para la organización de la Olimpiada Informática

- Realización de la auditoría técnica al Programa de resultados electorarel preliminares (PREP) del Instituto Federal Electoral (México) para incrementar la confianza en los sistemas informáticos de las elecciones federales de 1997 en México.

- Elaboración, en 2001, del documento "Opciones estratégicas para el desarrollo informático de México", para apoyo a la toma de decisiones del Gobierno de México.